# سيرجي بارخوان
سيرجي بارخوان (بالإسبانية: Sergi Barjuan) مواليد 28 ديسمبر 1971 في ليس فرانكويسيس ديل فاليس، إسبانيا، هو لاعب كرة قدم إسباني دولي سابق كان يلعب كمدافع. اعتزل اللعب عام 2005 مع أتلتيكو مدريد. سبق له أن لعب في كأس العالم لكرة القدم مع منتخب بلاده. بدأ مسيرته الرياضية عام 1992 مع نادي برشلونة ب. لعب خلال مسيرته 394 مباراة سجل خلالها 10 أهداف.

## مسيرته الكروية

### الأندية
وُلد باراخوان في ليس فرانكويسيس ديل فاليس، برشلونة، كاتالونيا، وكان نتاجًا لأكاديمية شباب نادي برشلونة. لم يكن قد ظهر بعد في الدوري الإسباني عندما استدعي من قبل مدير الفريق الأول يوهان كرويف لمباراة في مرحلة المجموعات بدوري أبطال أوروبا ضد غلطة سراي. ومنذ ذلك الحين أصبح الخيار الأول بلا منازع للفريق، ولم يلعب أقل من 31 مباراة حتى عام 1999؛ مع برشلونة فاز بثلاث بطولات دوري وكأسين وكأسين سوبر، مضيفًا نسخة 1997 من كأس الكؤوس الأوروبية وكأس السوبر الأوروبي في الموسم اللاحق.
بعد إستبعاده من قبل المدرب لويس فان جال، انتقل بارجوان إلى أتلتيكو مدريد، حيث لعب لمدة ثلاثة مواسم على الرغم من حصوله علي 33 بطاقة صفراء معًا.

### منتخب إسبانيا
بعد فترة وجيزة من ترقيته إلى الفريق الرئيسي لبرشلونة، ظهر بارجوان لأول مرة مع إسبانيا في 9 فبراير 1994، في مباراة ودية مع بولندا في سانتا كروز دي تينيريفي حيث سجل هدفه الوحيد للمنتخب الوطني. مثل إسبانيا في كأس العالم 1994، كأس الأمم الأوروبية 1996، كأس العالم 1998 وكأس الأمم الأوربية 2000، ولعب ما مجموعه 56 مباراة دولية.

## مسيرته التدريبية

### برشلونة ب
في 17 يونيو 2021، وقع مدربًا لنادي برشلونة لكرة القدم «ب» من دوري الدرجة الأولى الإسباني لكرة القدم. خاض سيرجي تسع مباريات مع فريق برشلونة الرديف، وخلال تلك المباريات حقق الفريق تحت قيادته الفوز في ثلاث مناسبات، مقابل خسارتين، وأربع تعادلات، وسجل ثمانية أهداف فيما تلقت مرماه سبعة أهداف.

### برشلونة
في 28 أكتوبر 2021، تم تعيينه مدربًا مؤقتًا للفريق الأول لنادي برشلونة لكرة القدم، ليحل محل رونالد كومان.

## إسلوبه التدريبي
يفضل سيرجي الحفاظ على حمض برشلونة النووي الذي يحفظه عن ظهر قلب. ويلعب سيرجي بطريقة 4-3-3 الهجومية، بوجود ارتكاز صريح في وسط الملعب ولاعبي وسط مساندين مع الاعتماد على جناحين يتميزان بالسرعة العالية، ومهاجم متنوع المهام، يملك القدرة على صناعة اللعب والتهديف.

## الإنجازات

### الأندية

#### برشلونة
- الدوري الاسباني: 1993-1994 ، 1997-1998 ، 1998-1999
- كأس الملك: 1996-1997 ، 1997-1998
- كأس السوبر الإسباني : 1994 ، 1996
- كأس الكؤوس الأوروبية: 1996-1997
- كأس السوبر الأوروبي: 1997

### دولي

#### إسبانيا تحت 21
- المركز الثالث في بطولة أوروبا تحت 21 سنة: 1994

## روابط خارجية
- سيرجي بارخوان على موقع الاتحاد الدولي (مؤرشف)  (الإنجليزية)
- سيرجي بارخوان على موقع قاعدة بيانات كرة القدم.إي يو (الإنجليزية)
- سيرجي بارخوان على موقع بيانات كرة القدم. دي إي (الألمانية)
- سيرجي بارخوان على موقع ناشيونال فوتبول تيمز (الإنجليزية)
- سيرجي بارخوان على موقع عالم كرة القدم.نت (الإنجليزية)